# Luisa Adelaida de Borbón-Condé
Luisa Adelaida de Borbón-Condé (Chantilly, 5 de octubre de 1757-París, 10 de marzo de 1824), fue una noble francesa, y princesa de sangre. Fue la única hija sobreviviente de Luis José de Borbón-Condé y de Carlota de Rohan.

## Biografía

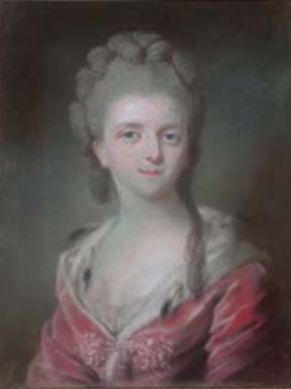
Luisa Adelaida de Borbón-Condé por Simon-Bernard Lenoir.

Fue la tercera y última hija del príncipe Luis José de Borbón-Condé, y de su esposa, Carlota de Rohan (1737-1760), hija de Charles de Rohan, Príncipe de Soubise. Como miembro de la reinante Casa de Borbón, era una princesse du sang (Princesa de sangre), y tenía derecho al estilo de Su Alteza Serenísima. En la corte, era conocida como Mademoiselle de Condé y en algunas fuentes como Princesa de Condé. Su madre murió cuando tenía sólo tres años de edad, y fue criada por su tía abuela, Enriqueta Luisa de Borbón-Condé (1703-1772), que no tenía hijos.
Se la comprometió con su primo lejano Carlos, conde de Artois, pero el matrimonio no se concretó y Carlos se casó con la princesa María Teresa de Saboya. Debido a que fue educada en un convento, pasó casi toda su juventud en un ambiente religioso. En 1786, fue nombrada abadesa de Remiremont, no obstante, solo visitó Remiremont no más de tres veces durante su período en el cargo.
En 1789, huyó a Bélgica para escapar de las primeras etapas de la Revolución Francesa, regresando en 1816 para fundar una institución religiosa. Luisa Adelaida murió tranquilamente en París en 1824. Seis meses después de su muerte, su antiguo pretendiente, el conde de Artois, le sucedió en el trono de Francia como el rey Carlos X.

## Títulos y honores
- 5 de octubre de 1757 - 10 de marzo de 1824: Su Alteza Serenísima Mademoiselle de Condé